# Hunters (Washington)
Hunters es un área no incorporada ubicada en el condado de Stevens en el estado estadounidense de Washington.

## Geografía
Hunters se encuentra ubicado en las coordenadas 48°7′0″N 118°12′2″O / 48.11667, -118.20056.